# سونیدهی چاوهان
نیدهی چاوهان که او را با اسم سونیدهی چاوهان می‌شناسند در سال ۱۹۸۳ در شهر دهلی کشور هندوستان به دنیا آمد. وی یک خواننده است که به تمام زبان‌های کشور هند مانند پنجابی و تامیلی ترانه خوانده است. از آثار محبوب او می‌توان به ترانه‌های shila ki jawani، crazy kya re و Mehboob Mere اشاره کرد.

## زندگی شخصی
او در سال ۲۰۰۲ با بابی خان که یک فیلم نامه‌نویس است ازدواج کرد و در سال ۲۰۰۳ از وی طلاق گرفت. وی در سال ۲۰۱۲ مجدداً ازدواج کرد. همسر دوم وی هیتش سونیک، نام دارد که آهنگ سازی برای فیلم‌ها است.

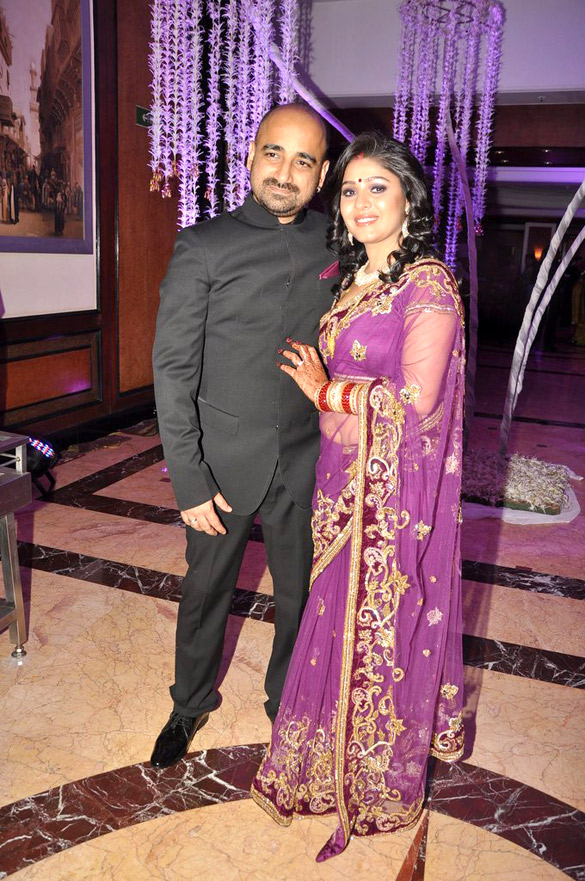
سونیدهی و همسر دومش